# Programma Verbeteren Veiligheid Overwegen
Het Programma Verbeteren Veiligheid Overwegen (PVVO) is het uitvoeringsprogramma van ProRail dat zich richt op het vergroten van de veiligheid op overwegen in Nederland.
In 1999 heeft het Ministerie van Verkeer en Waterstaat zich ten doel gesteld om het aantal doden en gewonden op spoorwegovergangen in 2010 ten minste gehalveerd te hebben ten opzichte van het jaar 1985. Dit staat verwoord in de Kadernota Railveiligheid, de visie van de Rijksoverheid op de veiligheid van het spoorvervoer in Nederland. In 1985 vielen er als gevolg van botsingen tussen trein- en wegverkeer 48 doden en 48 gewonden (zelfdodingen worden hier buiten beschouwing gelaten). Het ministerie heeft hiervoor jaarlijks 30 miljoen euro gereserveerd. 

## Uitvoeringsprogramma's
ProRail heeft verschillende deelprogramma’s opgezet die invulling aan deze doelstelling moeten geven, onder andere de volgende:
- AKI-AHOB-ombouwprogramma
- Project Opheffen Particuliere Overwegen (POPO)
- Rode-Lijnenplan
- Verbeteren Veiligheid Overwegen (VVO)

Behalve voor deze deelprogramma's stelt ProRail ook bijdragen beschikbaar voor het opheffen van overwegen. De hoogte van de bijdrage is afhankelijk van het ongevalsverleden van en de verkeersdrukte op de overweg.

## Resultaten

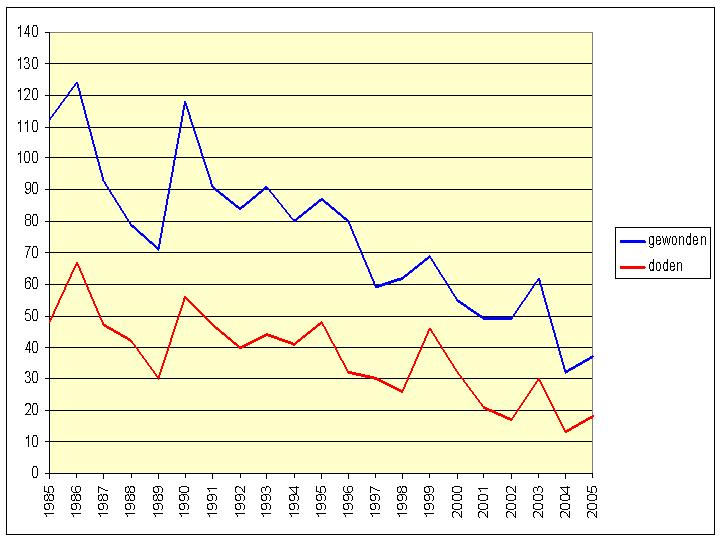
Aantal doden en gewonden als gevolg van botsingen tussen het trein- en wegverkeer

Hoewel er jaarlijks sterke schommelingen in het aantal slachtoffers te zien zijn, viel er in de eerste jaren van de 21e eeuw als resultaat van deze deelprogramma’s duidelijk een dalende lijn waar te nemen (zie grafiek). In 2004 en 2005 dook het aantal dodelijke slachtoffers al onder de norm van 24. Het berekende vijfjaarlijkse gemiddelde zou naar verwachting in 2006 onder de 24 uitkomen. De daling kan voor het overgrote deel aan het AKI-AHOB-ombouwprogramma toegeschreven worden.